# Jesse Vint
Jesse Vint est un acteur, producteur, réalisateur et scénariste américain né en 1952 à Tulsa, dans l'Oklahoma (États-Unis).

## Biographie
Il étudie à l'université d'Oklahoma mais c'est en 1969 qu'il rentre à l'Actors Studio. Il commence sa carrière dans le film Little Big Man (1970) et dans Silent Running (1972), suivi de Macon County Line (1974). Jesse fait des apparitions dans plus de 100 films et séries télé. Son premier film en tant que réalisateur et scénariste, la comédie romantique Another Chance (1989), est basé sur une expérience personnelle. Il est un membre de l'Académie américaine des arts et des sciences.
Son frère, Alan Vint, a suivi le même parcours que lui.

## Filmographie

### Cinéma
- 1970 : WUSA de Stuart Rosenberg : Jeune Docteur
- 1970 : Little Big Man : Lieutenant
- 1972 : Les Monstres sanglants : Sheriff Dan Cole
- 1972 : Et la terre survivra (Silent Running) : Andy Wolf
- 1974 : Police parallèle (The Death Squad) (TV) : Harmon
- 1974 : Welcome to Arrow Beach (en) : Hot Rod Driver
- 1974 : Chinatown : Farmer in the Valley
- 1974 : Macon County Line : Wayne Dixon
- 1974 : The Disappearance of Flight 412 (TV) : Scanner
- 1974 : Tremblement de terre (Earthquake) : Buck, Jody's Roomate
- 1974 : Reflections of Murder (TV) : Cop on Freeway
- 1974 : L'Enfant du désert (The Godchild) (TV) : Loftus
- 1975 : Les Insectes de feu (Bug) : Tom Tacker
- 1976 : Bobbie Jo and the Outlaw : Slick Callahan
- 1977 : Black Oak Conspiracy : Jingo
- 1978 : Les Gladiateurs de l'an 3000 (Deathsport) d'Allan Arkush : Polna
- 1979 : Fast Charlie... the Moonbeam Rider : Calvin Hawk
- 1979 : Hometown USA : Motorcycle Leader
- 1979 : Most Deadly Passage (TV) : Paramedic Nick Halverson
- 1980 : Belle Starr (TV) : Bob Dalton
- 1982 : Mutant (Forbidden World) : Mike Colby
- 1983 : Dempsey (TV) : Bernie Dempsey
- 1984 : On the Line : Chief Owens
- 1988 : Merchants of War : Frank Kane
- 1989 : Another Chance (en) : Kenneth Rosika
- 1990 : Dark Angel : McMurphy
- 1993 : Meurtre par intérim (The Temp) : Larry
- 1994 : Red Alien (Deep Red) : Det. Rhodes
- 1994 : XXX's & OOO's (TV) : George Randall
- 1996 : Deep Cover
- 1999 : Dreamers : Carl
- 2002 : Monkey Love : Les
- 2003 : When Eagles Strike : Spencer
- 2003 : The Killer Within Me (vidéo) : Detective Lindsay Perkins
- 2003 : Operation Balikatan : CIA Chief Spencer
- 2006 : A-List : Star

### Télévision
- Hooker (1982)
- Pour l'amour du risque (Hart to Hart) (1982)
- Bret Maverick (1982)
- CHiPs (1981)
- Cannon (1974)
- Chopper One (1974)
- The Death Squad (en) (1974)
- Sur la piste du crime (1973)
- Mission: Impossible (1973)
- Bonanza (1971)